# Daintria australicus
Daintria australicus is een rechtvleugelig insect uit de familie krekels (Gryllidae). De wetenschappelijke naam van deze soort is voor het eerst geldig gepubliceerd in 1951 door Lucien Chopard. Zoals de naam aangeeft, komt deze soort voor in Australazië. 